# Juli 1997
Portal Geschichte | Portal Biografien | Aktuelle Ereignisse | Jahreskalender | Tagesartikel

◄ |
19. Jahrhundert |
20. Jahrhundert
| 21. Jahrhundert

◄ |
1960er |
1970er |
1980er |
1990er
| 2000er | 2010er | 2020er | ►

◄ |
1993 |
1994 |
1995 |
1996 |
1997
| 1998 | 1999 | 2000 | 2001 | ►

◄ |
April 1997 |
Mai 1997 |
Juni 1997 |
Juli 1997 |
August 1997 |
September 1997 |
Oktober 1997 |
►
Dieser Artikel behandelt aktuelle Nachrichten und Ereignisse im Juli 1997.

## Tagesgeschehen

### Dienstag, 1. Juli 1997

Flagge von Hong Kong

- Bern/Schweiz: Die Verordnung über den Schutz von Ursprungsbezeichnungen und geografischer Angaben für landwirtschaftliche Erzeugnisse und verarbeitete landwirtschaftliche Erzeugnisse tritt in Kraft.[1]
- Bonn/Deutschland: Die Vergewaltigung in der Ehe ist ab heute in Deutschland eine Straftat.[2]
- Luxemburg/Luxemburg: Das Land übernimmt von den Niederlanden den Vorsitz im Rat der Europäischen Union. Das Amt des Regierungschefs der EG erhält Jean-Claude Juncker.[3]
- Hongkong/China: In einer feierlichen Zeremonie übergibt das Vereinigte Königreich die 1843 im Vertrag von Nanking der Britischen Krone zugeschlagene Region Hongkong an die Volksrepublik China. In dieser wird das Gebiet eine gewisse Autonomie als erste „Sonderverwaltungszone“ des Landes erhalten. Politisch repräsentiert wird sie durch den bereits 1996 ausgewählten Geschäftsmann Tung Chee-hwa. In wenigen Jahren soll die portugiesische Kolonie Macau folgen und die zweite Zone dieser Art werden.[4][5]
- Sèvres/Frankreich: Das Internationale Büro für Maß und Gewicht fügt um 1.59 Uhr und 59 s Mitteleuropäischer Sommerzeit eine Schaltsekunde in die Koordinierte Weltzeit (UTC) ein. Störende Einflüsse auf Erdbahn und -rotation ohne UTC-Korrektur hätten zur Folge, dass sich die Erde nach 90 Jahren erst mit 60 s Verzögerung an der Stelle einer kompletten jährlichen Sonnenumrundung befände.[6]

### Mittwoch, 2. Juli 1997
- Bangkok/Thailand: Wegen der schweren Finanzkrise in Thailand beendet die Zentralbank die Kopplung der heimischen Währung Baht an den US-Dollar und geht zum so genannten „Schmutzigen Schweben“ (englisch „Managed Floating“) über, bei dem der am Markt gebildete Wechselkurs punktuell von der Zentralbank beeinflusst wird.[7]

### Donnerstag, 3. Juli 1997
- Apia/Samoa: Das Parlament des pazifischen Inselstaats beschließt mit 41 Stimmen gegen eine, dass der Name des Landes von „West-Samoa“ in „Samoa“ geändert wird.[8]

### Freitag, 4. Juli 1997

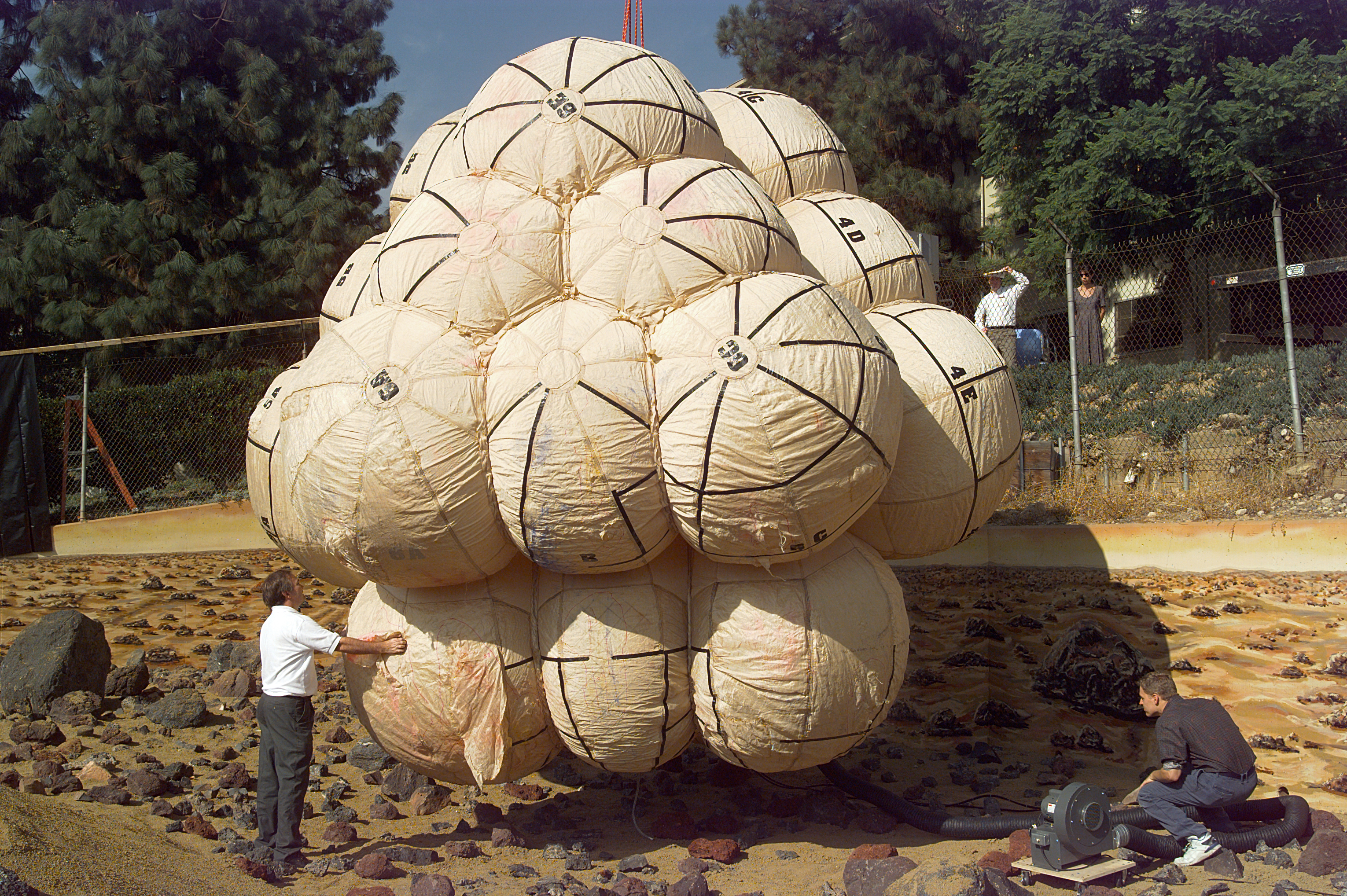
Die Pathfinder-Airbags in der Testphase (1995)

- Mars: Die NASA-Raumsonde Mars Pathfinder landet mit Hilfe von Airbags in einer der felsigsten Gegenden auf der Marsoberfläche. An Bord befindet sich der Rover Sojourner, der sich auf Befehl der NASA-Mitarbeiter zu Interesse erweckenden Felsbrocken bewegen kann, um sie chemisch zu analysieren. Sojourner wird heute jedoch von Überresten des Airbags auf der Ausfahrtrampe gestoppt.[9]

### Samstag, 5. Juli 1997
- London/Vereinigtes Königreich: Die 16-jährige Martina Hingis aus der Schweiz gewinnt das Damen-Einzel-Turnier der Wimbledon Championships im Tennis durch einen Sieg im Finale gegen die Tschechin Jana Novotná. Hingis ist die erste Schweizerin in der Liste der Wimbledon-Siegerinnen im Damen-Einzel.[10]

### Sonntag, 6. Juli 1997
- London/Vereinigtes Königreich: Pete Sampras aus den USA gewinnt das Herren-Einzel-Turnier der Wimbledon Championships im Tennis gegen Cédric Pioline aus Frankreich in drei Sätzen. Es ist Sampras' vierter Turniergewinn.[11]
- Tirana/Albanien: Nach der zweiten Runde der Parlamentswahl entfallen von 155 Sitzen im Kuvendi Popullor auf die bisher regierende Demokratische Partei Albaniens nur noch 25 Sitze und auf die Sozialistische Partei Albaniens 101 Sitze. Gewaltsame Proteste im Januar mündeten in eine Staatskrise, in deren Verlauf sich alle politischen Parteien auf einen „Pakt für die Zukunft Albaniens“ einigten und Neuwahlen vereinbarten.[12]

### Montag, 7. Juli 1997

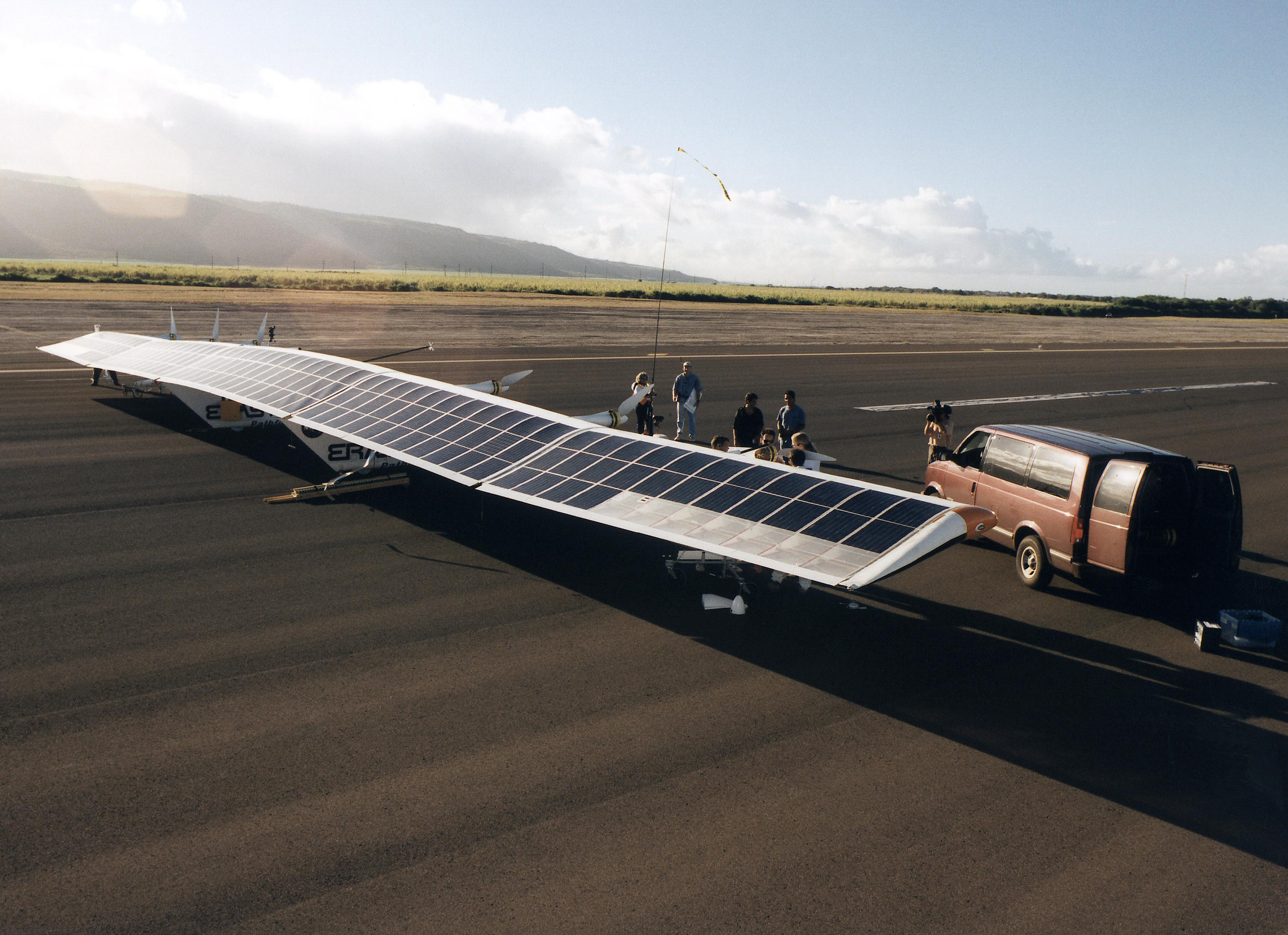
Pathfinder aircraft

- Kaua'i/Vereinigte Staaten: Die Weltraumbehörde NASA verbucht einen neuen Höhenrekord für solargetriebene Fluggeräte. Der Nurflügler Pathfinder erreicht im Verlauf eines 14-stündigen Testflugs eine Höhe von rund 21800 m. Dasselbe Fluggerät stellte bereits im Jahr 1995 den heute übertroffenen Weltrekord auf.[13]
- Ostrauer Region/Tschechische Republik: Auf dem Berg Lysá hora wird eine Niederschlagsmenge von 170 l/m² registriert. Viele andere Regionen in der Tschechischen Republik und im südlichen Polen melden ebenfalls extreme Niederschläge. Ein starkes Hochwasser im Flusssystem der Oder ist unausweichlich.[14]

### Dienstag, 8. Juli 1997
- Frankfurt am Main/Deutschland: Der Aktienindex DAX für die 30 größten an der Börse Frankfurt gelisteten Unternehmen erreicht erstmals einen Schlussstand oberhalb der Marke von 4.000 Punkten, das bedeutet einen Zugewinn von circa 250 % seit dem ersten Handelstag mit Echtzeit-DAX im Jahr 1988.[15]

### Samstag, 12. Juli 1997

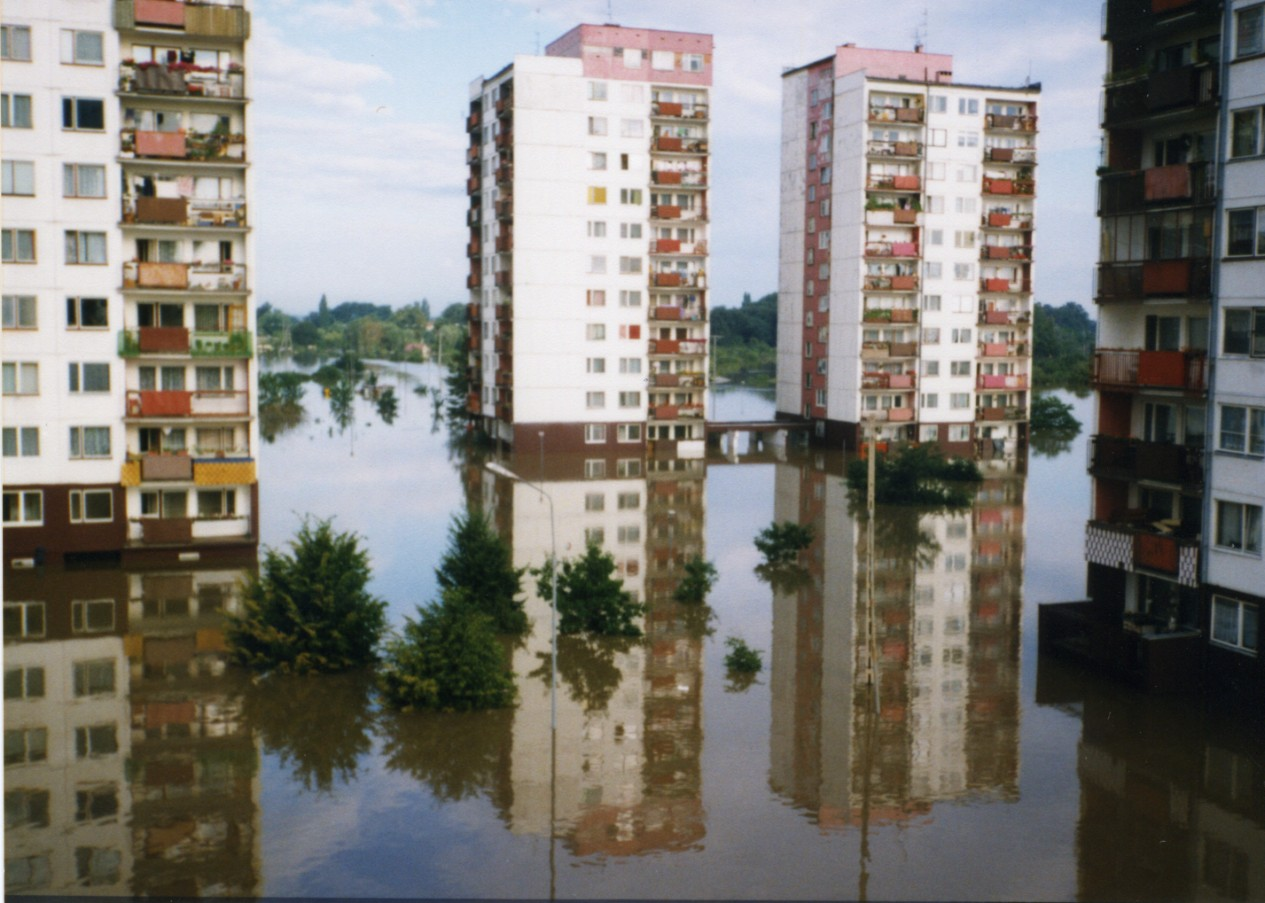
Die Oder verlässt ihr Flussbett in Breslau

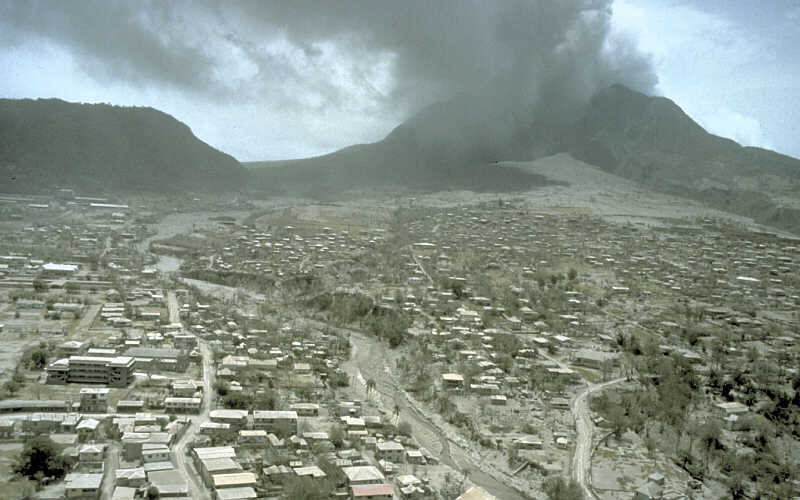
Soufrière Hills auf Montserrat

- Ankara/Türkei: Die von Mesut Yılmaz (Mutterlandspartei, kurz ANAP) am 30. Juni gebildete neue Minderheitsregierung erhält das Vertrauen der Großen Nationalversammlung. Damit wird Yılmaz zum dritten Mal Ministerpräsident. Sein Kabinett vereint Politiker der ANAP, der Demokratischen Linkspartei und der Partei der Demokratischen Türkei. Bei der Abstimmung votieren auch die Abgeordneten der Republikanischen Volkspartei für das Regierungsbündnis, damit es die absolute Mehrheit der Stimmen erhält.[16]
- Breslau/Polen: Der außergewöhnlich massive Niederschlag zu Beginn des Monats im südpolnischen Raum verursacht heute beim Hochwasser der Oder in vielen Gebieten der viertgrößten polnischen Stadt Überschwemmungen.[17]
- Oslo/Norwegen: Die deutsche Fußballnationalmannschaft der Frauen wird bei der 7. Europameisterschaft durch ein 2:0 im Finale gegen Italien zum vierten Mal Europameister.[18]
- Plymouth/Montserrat: Ein erneuter Ausbruch des Vulkans Soufrière Hills verwüstet die Hauptstadt des Britisch abhängigen Gebiets in der Karibik. 19 Personen kommen dabei ums Leben. Seit Juli 1995 ereignen sich reihenweise Eruptionen der Soufrière Hills, die zu einem schrittweisen Rückgang der Bevölkerungszahl der Stadt führen.[19]

### Montag, 14. Juli 1997
- Neu-Delhi/Indien: Bei der Wahl des neuen Präsidenten der Republik Indien wird erwartungsgemäß Kocheril Raman Narayanan ins Amt gewählt. Auf den parteilosen Kandidaten aus der Kaste der Unberührbaren, d. h. einen Nachfahren der indischen Ureinwohner, einigten sich zuvor alle großen im Electoral College vertretenen Parteien.[20]

### Dienstag, 15. Juli 1997

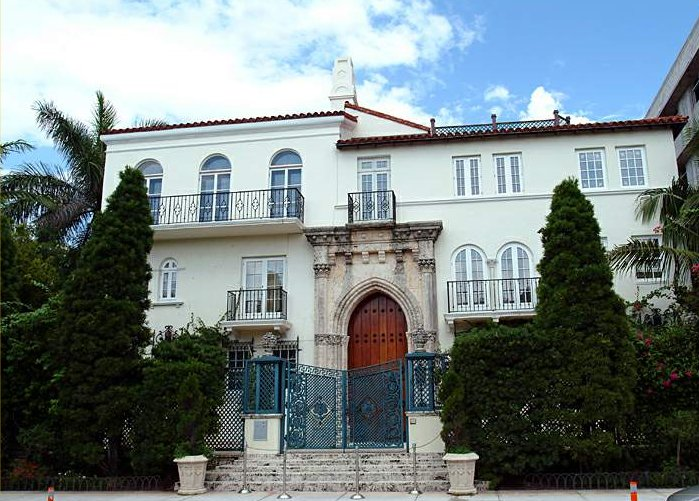
Gianni Versaces Villa

- Miami Beach/Vereinigte Staaten: Der italienische Modeunternehmer Gianni Versace wird auf der Treppe vor seiner Villa erschossen. Die Polizei nimmt seinen Lebensgefährten Antonio D’Amico in Gewahrsam und verhört ihn zu der Tat.[21]
- Wien/Österreich: Das Fremdengesetz tritt teilweise in Kraft. Die betreffenden Vorschriften regeln die Ausweisung „Fremder“ mit Aufenthaltstitel, in deren Fällen die Behörden nachträglich Gründe feststellen, die für eine Entscheidung gegen die Verleihung des Aufenthaltstitels ausgereicht hätten.[22]

### Mittwoch, 16. Juli 1997
- Brüssel/Belgien: Die Kommission der Europäischen Union (EU) empfiehlt in ihrer „Agenda 2000“, dass die EU nur mit sechs der momentan elf beitrittswilligen Staaten über deren Aufnahme in das Staatenbündnis verhandeln sollte, diese Länder seien Estland, Polen, Slowenien, die Tschechische Republik, Ungarn und Zypern. Die Kommission begründet die Beschränkung mit der wirtschaftlichen Verfassung der beitrittswilligen Staaten und den umfangreichen Transferzahlungen der EU, die nach einer Aufnahme anfielen.[23]
- New York/Vereinigte Staaten: Der Aktienindex Dow Jones Industrial Average notiert am offiziellen Ende des Börsentags mit circa 8.039 Indexpunkten erstmals mit einem Tageswert jenseits der Marke von 8.000 Punkten. In weniger als zehn Jahren vervierfachte sich der Wert der berücksichtigten Unternehmen.[24]

### Sonntag, 20. Juli 1997
- Denver/Vereinigte Staaten: Die Staatschefs der Gruppe der Acht (G8) und zwei Vertreter der Europäischen Union treffen sich zum 23. Weltwirtschaftsgipfel. Seit dem letzten Gipfel hat sich die Gruppe der Sieben um Neu-Mitglied Russland zur G8 erweitert. Die Staatschefs der Länder der Europäischen Union möchten den Gipfel nutzen, um die anderen Teilnehmer für eine Senkung der Treibhausgas-Emission um 15 % bis 2010 zu gewinnen.[25][26]

### Dienstag, 22. Juli 1997
- Denver/Vereinigte Staaten: Russland wird für seine Erfolge bei der Umwandlung der ehemaligen Planwirtschaft in eine demokratisch eingebettete Marktwirtschaft von den Teilnehmern des Weltwirtschaftsgipfels in der Abschlusserklärung gelobt. Handlungsbedarf sehen sie für ihre Volkswirtschaften angesichts der zunehmenden Dynamik, mit der nationale konjunkturelle Einbrüche wegen der weit fortgeschrittenen Globalisierung umfassender als je zuvor auf andere Länder übergreifen. Die Treibhausgas-Problematik wird als wichtiges Thema zur Kenntnis genommen.[27]

### Mittwoch, 23. Juli 1997
- Vientiane/Laos: Das sozialistisch regierte Land, das weder einen ausgeprägten sekundären noch einen international relevanten tertiären Wirtschaftssektor besitzt, tritt dem Verband Südostasiatischer Nationen bei, der die Bildung einer Freihandelszone in Südostasien zum Ziel hat.[28][29]

### Donnerstag, 24. Juli 1997
- Ziltendorf/Deutschland: In der Hochwasserlage an der Oder bricht bei Aurith der zweite Deich auf dem Gebiet der Bundesrepublik. Seit gestern steht die Ziltendorfer Niederung südlich von Frankfurt (Oder) bereits unter Wasser, ein weiterer Deich brach weiter nördlich nahe der Gemeinde Brieskow-Finkenheerd.[30]

### Samstag, 26. Juli 1997
- Leverkusen/Deutschland: Bayern München gewinnt die zweite Auflage des DFB-Ligapokals. Das Spiel gegen den VfB Stuttgart findet im Ulrich-Haberland-Stadion vor 15.000 Zuschauern statt und endet 2:0.[31]

### Sonntag, 27. Juli 1997

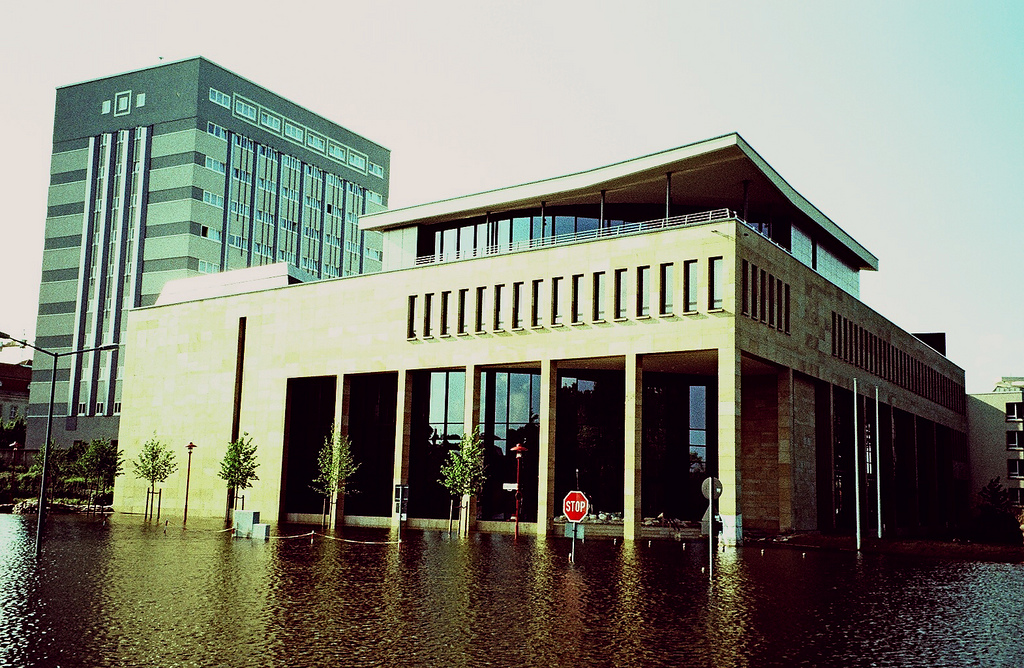
Überschwemmung in Frankfurt (Oder)

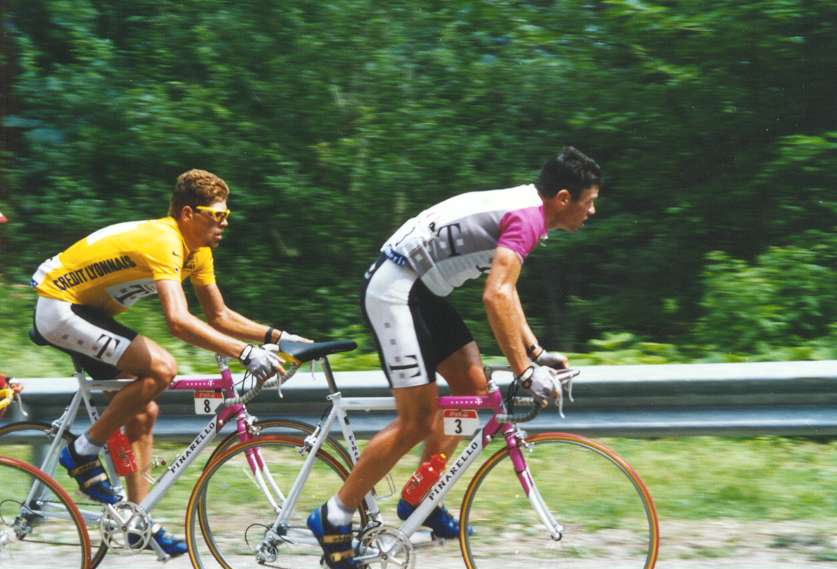
Jan Ullrich, Udo Bölts

- Frankfurt (Oder)/Deutschland: Die Oder erreicht während der katastrophalen Hochwasserlage in Deutschland, Polen und der Tschechischen Republik am Pegel Frankfurt den Rekordstand von 6,56 m. Es ist absehbar, dass die Schadenssumme für alle betroffenen Regionen weit jenseits der Marke von 2 Milliarden D-Mark liegen wird.[32]
- Paris/Frankreich: Jan Ullrich gewinnt zum ersten Mal, und als erster Deutscher, die Rad-Rundfahrt Tour de France.[33]
- Niederlausitz/Deutschland: In Brandenburg wird zum ersten Mal in Deutschland ein Exemplar des Goldschakals nachgewiesen. Er ist in Deutschland eine neobiotische Art, denn für ihn gibt es keine historischen Nachweise, im Gegensatz z. B. zum Wolf, für den mehr als 100 Jahre alte Nachweise existieren.[34]

### Montag, 28. Juli 1997
- Havanna/Kuba: Die 14. Weltfestspiele der Jugend und Studenten des sozialistischen Weltbunds der Demokratischen Jugend werden eröffnet. Die Veranstaltung bedeutet für Kuba nach dem Wegfall von rund 80 % seines Außenhandels in Folge der politischen Transformation in Mittel- und Osteuropa eine große finanzielle Anstrengung.[35]